# Festival di Sanremo 1983
Il trentatreesimo Festival di Sanremo si svolse al teatro Ariston di Sanremo dal 3 al 5 febbraio 1983 con la conduzione di Andrea Giordana, affiancato da Isabel Russinova, Emanuela Falcetti e Anna Pettinelli, all'epoca conduttrici del programma musicale Discoring. La regia fu di Eros Macchi.
A destare scalpore fu Vasco Rossi, alla sua seconda e ultima partecipazione al Festival come cantante in gara, con Vita spericolata, divenuta in seguito una delle sue canzoni più famose nonostante il pessimo piazzamento nella gara (si classificò, infatti, al penultimo posto): nella serata finale, in polemica con l'organizzazione, abbandonò il palco mentre il suo brano era ancora in esecuzione, rivelando così al pubblico che gli artisti si stavano esibendo in playback.
L'edizione fu vinta, con grande sorpresa, dalla praticamente sconosciuta Tiziana Rivale con il brano Sarà quel che sarà, che registrò però in seguito modesti riscontri di vendite e di popolarità; inoltre, a dispetto del piazzamento al Festival, la carriera artistica della cantante originaria di Formia non si rivelò altrettanto fortunata, tanto che sarebbe scomparsa dalla scena musicale di importante livello dopo poco tempo.
Altre canzoni di quest'edizione, oltre alla già citata Vita spericolata, che riscossero un ottimo successo di vendite furono la quarta classificata Vacanze romane dei Matia Bazar (vincitori del Premio della critica sezione Big) e, soprattutto, la quinta classificata, L'italiano di Toto Cutugno, scritta, a detta dello stesso Cutugno, nel novembre del 1981 per Adriano Celentano che poi la rifiutò, e che nella versione dell'autore vendette poi milioni di copie in tutto il mondo, tanto da essere ancora oggi reputata il pezzo più famoso del repertorio di Cutugno oltre che essere considerata (soprattutto all'estero) una sorta di "inno non ufficiale" d'Italia. Tutti i brani citati sono divenuti in poco tempo degli evergreen della musica italiana. Non ultimo, il brano con cui Amedeo Minghi esordisce al Festival, 1950, subito eliminato e anche risultato ultimo nel concorso sperimentale del Totip: il brano si rivelerà uno dei suoi più apprezzati, oltre che un classico della canzone d'autore italiana.
Per la prima volta, l'intero Festival fu trasmesso alla radio in stereofonia unicamente su RaiStereoDue (su Rai Radio 1 andò in onda la sola finale del 5 febbraio). Dopo alcune settimane, il Festival fu trasmesso, per la terza volta, anche dalla televisione di Stato dell'Unione Sovietica, continuando un incredibile successo che diede il via alla fama dei cantanti italiani oltrecortina.
Ai fotografi di scena non fu permesso di accedere al parterre, anche per via dell'innalzamento della balconata sul palco al fine di dare maggior risalto ai fiori: i fotografi decisero di scioperare per protesta e, per tale ragione, le fotografie di scena di quest'edizione furono rarissime.
A novembre 2024 risulta essere la 13ª edizione del Festival con il maggior numero di copie certificate in epoca FIMI.

## Partecipanti

I partecipanti, i presentatori e gli abbigliamenti più originali di Sanremo 1983.

| Interprete          | Ultime partecipazioni al Festival |
| ------------------- | --------------------------------- |
| Alessio Colombini   | Esordiente                        |
| Amedeo Minghi       | Esordiente                        |
| Amii Stewart        | Esordiente                        |
| Barbara Boncompagni | Esordiente                        |
| Bertín Osborne      | Esordiente                        |
| Brunella Borciani   | Esordiente                        |
| Christian           | 1982                              |
| Daniela Goggi       | Esordiente                        |
| Donatella Milani    | Esordiente                        |
| Dori Ghezzi         | 1976                              |
| Fiordaliso          | 1982                              |
| Flavia Fortunato    | Esordiente                        |
| Gianni Morandi      | 1980                              |
| Gianni Nazzaro      | 1974                              |
| Giorgia Fiorio      | Esordiente                        |
| Giuseppe Cionfoli   | 1982                              |
| Gloriana            | 1976                              |
| Manuele Pepe        | Esordiente                        |
| Marco Armani        | Esordiente                        |
| Marco Ferradini     | 1978                              |
| Matia Bazar         | 1978                              |
| Nino Buonocore      | Esordiente                        |
| Passengers          | 1981                              |
| Patrizia Danzi      | Esordiente                        |
| Pinot               | Esordiente                        |
| Pupo                | 1980                              |
| Riccardo Azzurri    | Esordiente                        |
| Richard Sanderson   | Esordiente                        |
| Sandro Giacobbe     | 1976                              |
| Sibilla             | Esordiente                        |
| Stefano Sani        | 1982                              |
| Tiziana Rivale      | Esordiente                        |
| Toto Cutugno        | 1980                              |
| Vasco Rossi         | 1982                              |
| Viola Valentino     | 1982                              |
| Zucchero Fornaciari | 1982                              |

## Classifica, canzoni e cantanti

La scenografia di Sanremo 1983, con l'ospite Anni-Frid Lyngstad che presenta I Know There's Something Going On.

Il palco superiore (riservato ai gruppi), con i Matia Bazar che presentano Vacanze romane.

| Posizione | Interprete          | Canzone                          | Autori                                                 | Voti ricevuti |
| --------- | ------------------- | -------------------------------- | ------------------------------------------------------ | ------------- |
| 1º        | Tiziana Rivale      | Sarà quel che sarà               | R. Ferri e M. Fabrizio                                 | 2.981 (3.208) |
| 2º        | Donatella Milani    | Volevo dirti                     | D. Milani, D. Pace e A. Fornaciari                     | 2.942 (3.002) |
| 3º        | Dori Ghezzi         | Margherita non lo sa             | O. Prudente e O. Avogadro                              | 2.912 (2.780) |
| 4º        | Matia Bazar         | Vacanze romane                   | C. Marrale e G. Golzi                                  | 2.831 (2.894) |
| 5º        | Toto Cutugno        | L'italiano                       | C. Minellono e T. Cutugno                              | 2.733 (2.869) |
| 6º        | Fiordaliso          | Oramai                           | C. Daiano, A. Valsiglio e Depsa                        | 2.701 (2.650) |
| 7º        | Stefano Sani        | Complimenti                      | L. Albertelli e A. Fornaciari                          | 2.674         |
| 8º        | Gianni Morandi      | La mia nemica amatissima         | Mogol, G. Bella e G. Morandi                           | 2.593         |
| 9º        | Amii Stewart        | Working Late Tonight             | M. Capuano, G. Capuano e S. Boswell                    | 2.592         |
| 10º       | Marco Armani        | È la vita                        | M. Armani e P. Armenise                                | 2.586         |
| 11º       | Giuseppe Cionfoli   | Shalom                           | G. Cionfoli                                            | 2.583         |
| 12º       | Giorgia Fiorio      | Avrò                             | S. Menegale, R. Ferrato e P. Soffici                   | 2.512         |
| 13º       | Flavia Fortunato    | Casco blu                        | M. Di Carlo, P. Masala, E. Palumbo e M. Ramoino        | 2.463         |
| 14º       | Bertín Osborne      | Eterna malattia                  | E. Malepasso e L. Albertelli                           | 2.435         |
| 15º       | Riccardo Azzurri    | Amare te                         | R. Azzurri                                             | 2.380         |
| 16º       | Sandro Giacobbe     | Primavera                        | S. Giacobbe e L. Albertelli                            | 2.345         |
| 17º       | Christian           | Abbracciami amore mio            | M. Balducci                                            | 2.296         |
| 18º       | Marco Ferradini     | Una catastrofe bionda            | R. Giuliani, M. Ferradini e Cheope                     | 2.295         |
| 19º       | Richard Sanderson   | Stiamo insieme                   | A. Fornaciari                                          | 2.277         |
| 20º       | Zucchero Fornaciari | Nuvola                           | A. Fornaciari                                          | 2.172         |
| 21º       | Gianni Nazzaro      | Mi sono innamorato di mia moglie | D. Pace e M. Russo                                     | 2.161         |
| 22º       | Barbara Boncompagni | Notte e giorno                   | D. Pace e A. Valsiglio                                 | 2.132         |
| 23º       | Passengers          | Movie Star                       | C. Valli e A. Piccarreda                               | 2.024         |
| 24º       | Viola Valentino     | Arriva arriva                    | M. Fabrizio e V. Spampinato                            | 2.016         |
| 25º       | Vasco Rossi         | Vita spericolata                 | V. Rossi e T. Ferro                                    | 1.932         |
| 26º       | Pupo                | Cieli azzurri                    | E. Ghinazzi e S. Saturnini                             | 1.931         |
| NF        | Daniela Goggi       | Dammi tanto amore                | M. Bassi e E. Ghinazzi                                 |               |
| NF        | Pinot               | Donna sola                       | I. Michetti                                            |               |
| NF        | Brunella Borciani   | E la neve scende                 | L. Albertelli e A. Fornaciari                          |               |
| NF        | Patrizia Danzi      | Fammi volare                     | Cavaros e M. Violante                                  |               |
| NF        | Gloriana            | Il mio treno                     | S. Subelli, G. Nisi, G. Natili, S. Aloisio e F. Anfuso |               |
| NF        | Nino Buonocore      | Nuovo amore                      | N. Buonocore                                           |               |
| NF        | Sibilla             | Oppio                            | F. Battiato, G. Pio e S. Mostert                       |               |
| NF        | Alessio Colombini   | Scatole cinesi                   | A. Cogliati e A. Colombini                             |               |
| NF        | Manuele Pepe        | Solo con te                      | M. Pepe                                                |               |
| NF        | Amedeo Minghi       | 1950                             | G. Chiocchio e A. Minghi                               |               |

Nota: per quanto riguarda le prime 6 posizioni, sono riportati per primi i voti ottenuti nella finale e di seguito, tra parentesi, quelli ottenuti nella fase di qualificazione della serata finale. Se dunque nel gruppo A la graduatoria delle giurie aveva espresso il medesimo ordine delle tre artiste qualificate alla finale, nel gruppo B le votazioni avevano espresso al primo posto i Matia Bazar, con appena 25 voti in più di Toto Cutugno, e soltanto al terzo posto Dori Ghezzi.

## Serate

### Prima serata
Si esibiscono, a gruppi di tre, gli artisti del gruppo A (Nuove Proposte italiane), di cui solo quattro accedono in finale; successivamente, sempre a gruppi di tre, si esibiscono gli artisti appartenenti al gruppo B (Big), i quali, invece, accedono di diritto alla finale.
Gruppo A
     Ammesso alla finale
| Ordine di uscita | Artista           | Brano              |
| ---------------- | ----------------- | ------------------ |
| 1                | Tiziana Rivale    | Sarà quel che sarà |
| 2                | Nino Buonocore    | Nuovo amore        |
| 3                | Gloriana          | Il mio treno       |
| 4                | Manuele Pepe      | Solo con te        |
| 5                | Giorgia Fiorio    | Avrò               |
| 6                | Riccardo Azzurri  | Amare te           |
| 7                | Brunella Borciani | E la neve scende   |
| 8                | Marco Armani      | È la vita          |
| 9                | Daniela Goggi     | Dammi tanto amore  |

Gruppo B
| Ordine di uscita | Artista           | Brano                            |
| ---------------- | ----------------- | -------------------------------- |
| 1                | Stefano Sani      | Complimenti                      |
| 2                | Vasco Rossi       | Vita spericolata                 |
| 3                | Gianni Nazzaro    | Mi sono innamorato di mia moglie |
| 4                | Amii Stewart      | Working Late Tonight             |
| 5                | Giuseppe Cionfoli | Shalom                           |
| 6                | Matia Bazar       | Vacanze romane                   |
| 7                | Richard Sanderson | Stiamo insieme                   |
| 8                | Pupo              | Cieli azzurri                    |
| 9                | Dori Ghezzi       | Margherita non lo sa             |

### Seconda serata
Si esibiscono, a gruppi di tre, gli artisti del gruppo A, di cui solo quattro accedono in finale; successivamente, sempre a gruppi di tre, si esibiscono gli artisti appartenenti al gruppo B, i quali, invece, accedono di diritto alla finale.
Gruppo A
     Ammesso alla finale
| Ordine di uscita | Artista           | Brano          |
| ---------------- | ----------------- | -------------- |
| 1                | Pinot             | Donna sola     |
| 2                | Alessio Colombini | Scatole cinesi |
| 3                | Donatella Milani  | Volevo dirti   |
| 4                | Flavia Fortunato  | Casco blu      |
| 5                | Amedeo Minghi     | 1950           |
| 6                | Fiordaliso        | Oramai         |
| 7                | Sibilla           | Oppio          |
| 8                | Zucchero          | Nuvola         |
| 9                | Patrizia Danzi    | Fammi volare   |

Gruppo B
| Ordine di uscita | Artista             | Brano                    |
| ---------------- | ------------------- | ------------------------ |
| 1                | Christian           | Abbracciami amore mio    |
| 2                | Bertìn Osborne      | Eterna malattia          |
| 3                | Barbara Boncompagni | Notte e giorno           |
| 4                | Marco Ferradini     | Una catastrofe bionda    |
| 5                | Sandro Giacobbe     | Primavera                |
| 6                | Viola Valentino     | Arriva arriva            |
| 7                | Gianni Morandi      | La mia nemica amatissima |
| 8                | Toto Cutugno        | L'italiano               |
| 9                | Passengers          | Movie Star               |

### Terza serata - Finale
I cantanti in gara si sono esibiti a gruppi misti di due o di tre.
     Vincitore
| Ordine di uscita | Artista             | Brano                            |
| ---------------- | ------------------- | -------------------------------- |
| 1                | Marco Armani        | È la vita                        |
| 2                | Flavia Fortunato    | Casco blu                        |
| 3                | Riccardo Azzurri    | Amare te                         |
| 4                | Donatella Milani    | Volevo dirti                     |
| 5                | Zucchero            | Nuvola                           |
| 6                | Giorgia Fiorio      | Avrò                             |
| 7                | Tiziana Rivale      | Sarà quel che sarà               |
| 8                | Fiordaliso          | Oramai                           |
| 9                | Giuseppe Cionfoli   | Shalom                           |
| 10               | Barbara Boncompagni | Notte e giorno                   |
| 11               | Bertìn Osborne      | Eterna malattia                  |
| 12               | Vasco Rossi         | Vita spericolata                 |
| 13               | Viola Valentino     | Arriva arriva                    |
| 14               | Christian           | Abbracciami amore mio            |
| 15               | Toto Cutugno        | L'italiano                       |
| 16               | Passengers          | Movie Star                       |
| 17               | Sandro Giacobbe     | Primavera                        |
| 18               | Marco Ferradini     | Una catastrofe bionda            |
| 19               | Dori Ghezzi         | Margherita non lo sa             |
| 20               | Stefano Sani        | Complimenti                      |
| 21               | Gianni Nazzaro      | Mi sono innamorato di mia moglie |
| 22               | Amii Stewart        | Working Late Tonight             |
| 23               | Pupo                | Cieli azzurri                    |
| 24               | Richard Sanderson   | Stiamo insieme                   |
| 25               | Matia Bazar         | Vacanze romane                   |
| 26               | Gianni Morandi      | La mia nemica amatissima         |

## Classifica Totip e voto popolare
In via del tutto sperimentale, parallelamente alla classifica ufficiale, viene stilata una graduatoria con i voti popolari collegati al concorso Totip. Tale classifica non ha valore ufficiale, ma viene semplicemente confrontata con quella ufficiale per osservare quanto l'ipotetico voto popolare sia in accordo con quello delle giurie. Dall'anno successivo (1984) il sistema Totip diventerà quello ufficiale e sarà sfruttato come meccanismo di voto per la sezione principale (detta dei "Big" o "Campioni") fino al 1989.
La graduatoria del 1983, non ufficiale, vede vincitore Toto Cutugno con L'italiano mentre il secondo posto è occupato da Gianni Morandi con La mia nemica amatissima ed il terzo dalla giovanissima Giorgia Fiorio con Avrò. Seguono poi, in ordine: Giuseppe Cionfoli, Christian, Viola Valentino, Matia Bazar, Tiziana Rivale, Marco Armani, Gianni Nazzaro, Daniela Goggi, Sandro Giacobbe, Dori Ghezzi, Marco Ferradini, Pupo, Donatella Milani, Fiordaliso, Stefano Sani, Vasco Rossi, Barbara Boncompagni, Amii Stewart, Flavia Fortunato, Patrizia Danzi, Richard Sanderson, Zucchero Fornaciari, Riccardo Azzurri, Brunella Borciani, Alessio Colombini, The Passengers, Gloriana, Bertin Osborne, Manuele Pepe, Nino Buonocore, Sibilla, Pinot, Amedeo Minghi. Lo scarto di voti fra il primo e l'ultimo della classifica Totip è di oltre 530.000 voti.

## Premi
- Premio della Critica sezione Big: Matia Bazar con Vacanze romane
- Premio della Critica sezione Giovani: Fiordaliso con Oramai
- Classifica Totip - Voto popolare: Toto Cutugno con L'italiano

## Scenografia
La scenografia del Festival, come nei due anni precedenti, fu disegnata da Enzo Somigli, il quale inserì elementi tipici di una discoteca (analogamente a quanto fatto nelle tre precedenti edizioni), come il "ring" al centro del palco con le luci tricolore (celebrazione implicita della vittoria dell'Italia ai mondiali disputatisi poco meno di un anno prima). Furono, inoltre, aggiunte per la prima volta delle scalinate e introdotte fasce di fiori tricolori a ornamento del muretto del palcoscenico; entrambi sarebbero diventati elementi distintivi in tutte le successive edizioni.
In previsione di canzoni anche molto melodiche (visto l'oggetto del festeggiamento implicito di quell'edizione), vennero previste atmosfere chic grazie a grandi vetri opachi sul fondo da cui verrà diffusa una luce prevalentemente rosa (che sarà il colore predominante insieme al giallo delle atmosfere createsi), combinato con un sovra palco (per i gruppi, sia italiani che stranieri) illuminato spesso con una luce azzurra; completano l'effetto chic le già citate scale illuminate, di cui si sfruttano i cerchi di luce per riprese in primo piano dei concorrenti, e un'enorme presenza di composizioni floreali.
Furono presenti quattro modalità d'inquadratura principali: fissa dalla galleria centrale, fissa dalla galleria laterale, sotto al palco con carrello scorrevole per passare da una parte all'altra del sottopalco (usata prevalentemente nei ritornelli delle canzoni) e, infine, con telecamera su spalla direttamente dal palco stesso.

## Orchestra
Non era presente. Nelle prime due serate gli artisti si esibirono dal vivo su base musicale preregistrata, nella finale ci fu la possibilità di esibirsi in playback. Questa decisione probabilmente fu dovuta a difficoltà tecniche: la maggior parte delle esibizioni dal vivo ebbe un pessimo ritorno audio, con delle fastidiose eco. Scelsero di non ricorrere al playback soltanto Toto Cutugno, Fiordaliso, Gianni Morandi, Amii Stewart e Gianni Nazzaro. Queste difficoltà di natura tecnica provocarono anche un grave contrattempo alla giovane cantante Sibilla, la quale si esibì - nella sua unica serata - dal vivo ma con il playback al posto della sola base preregistrata, fattore che le causò enormi difficoltà di esecuzione, finendo anche per stonare e compromettere la sua esibizione.

## Sigle
- Superleo - Superleo (apertura)
- Nino Manfredi - Canzone pulita (chiusura, prime due serate)
- Claudio Simonetti - Papaveri e papere (Poppa Piccolino) e 24.000 baci (Four an'twenty thousand kisses) (chiusura, serata finale)

## Ospiti cantanti
Ecco gli ospiti che si sono esibiti nel corso delle tre serate di questa edizione del Festival di Sanremo:
- I Didn't Know - Ph.D.
- Soli sulla luna e Ahi - Raffaella Carrà
- Chì chì chì cò cò cò - Pippo Franco
- Io vivo qui - Domenico Modugno
- Facitela Sunna' - Mario Merola
- Nightmare - Saxon
- Reach High - Commodores
- Shock the Monkey - Peter Gabriel
- Acquarello - Toquinho
- Canzone pulita - Nino Manfredi (Titoli di coda, tranne terza ed ultima serata)
- I Know There's Something Going On - Frida
- Annie's Song - John Denver
- Lonely Nights - Scorpions
- Said You'd Gimme Some More - KC and the Sunshine Band
- Via con me - Roberto Benigni

Antonio e Marcello, ospiti dal casinò di Sanremo, il 4 e il 5 febbraio presentano 2 medley prodotti da Tullio de Piscopo. 
Memorabile (ma anche scandalosa, per l'epoca) fu l'esibizione di Peter Gabriel, che si presentò sul palco dell'Ariston col viso dipinto di bianco, e che si lanciò direttamente da esso sul pubblico con l'aiuto di una lunga fune annodata a mo' di cappio, camminando sulle spalliere delle poltrone. In realtà Peter Gabriel si esibì per due giorni consecutivi (4 e 5 febbraio) con il medesimo brano.

## Organizzazione e direzione artistica
- Publispei di Gianni Ravera.

## Esclusi
Come ogni anno non esiste un elenco ufficiale dei cantanti esclusi. Dalle notizie riportate dalla stampa, risulta che le canzoni pervenute sarebbero state 135. Ecco alcuni nomi di altri artisti candidati alle selezioni: Rossana Casale, Latte e Miele, Luciana Turina (Hey mammà), Paola Musiani, Umberto Napolitano, Anna Rusticano, Giorgio Zito, Franco Fasano, Santino Rocchetti, Bruno Lauzi, Mino Reitano, Fausto Leali, Memo Remigi, Little Tony, Rosanna Fratello, Riccardo Del Turco, Patty Pravo, Alan Sorrenti, Laura D'Angelo.

## Piazzamenti in classifica dei singoli[8]
| Artista          | Singolo                  | Pos.Max. | Italia (Posizione annuale) |
| ---------------- | ------------------------ | -------- | -------------------------- |
| Matia Bazar      | Vacanze romane           | 1        | 4                          |
| Toto Cutugno     | L'italiano               | 1        | 18                         |
| Tiziana Rivale   | Sarà quel che sarà       | 4        | 42                         |
| Donatella Milani | Volevo dirti             | 5        | 52                         |
| Vasco Rossi      | Vita spericolata         | 6        | 28                         |
| Dori Ghezzi      | Margherita non lo sa     | 9        | 59                         |
| Stefano Sani     | Complimenti              | 11       | 72                         |
| Christian        | Abbracciami amore mio    | 11       | 44                         |
| Gianni Morandi   | La mia nemica amatissima | 12       | 77                         |
| Bertín Osborne   | Eterna malattia          | 15       | 81                         |
| Amii Stewart     | Working late tonight     | 19       | -                          |
| Flavia Fortunato | Casco blu                | 25       | 93                         |
| Fiordaliso       | Oramai                   | 30       | -                          |